# Big Rakovica
Big Rakovica је тржни центар у Раковици.
Отворен је 19. октобра 2017. у улици Патријарха Димитрија 14. Саграђен је на темељима некадашње фабрике гума Рекорд.
Простире се на 25.000 квадратних метара и има више од 30 продавница.
У оквиру тржног центра налази се супермаркет Дис, Lilly дрогерија, бројне модне радње (LC Waikiki, NewYorker, Terranova) и продавнице обуће (CCC, Deichmann, Metro), електронике (Gigatron), намештаја (Forma ideale), козметички салони, простори за спорт и рекреацију, као и многобројни кафићи и ресторани.
Највећа атракција за посетиоце је биоскоп Синегранд који има шест биоскопских сала које су опремљене NEC ласерским пројекторима најновије генерације, а целокупан филмски доживљај употпуњује и врхунско JBL озвучење, као и најмодернија технологија за гледање тродимензионалних филмова.

## Галерија
- Капитол парк
- Капитол парк
- Капитол парк
- Капитол парк
- Капитол парк
- Капитол парк
- Капитол парк
- Капитол парк
- Капитол парк